# Vetenskapscentret AHHAA

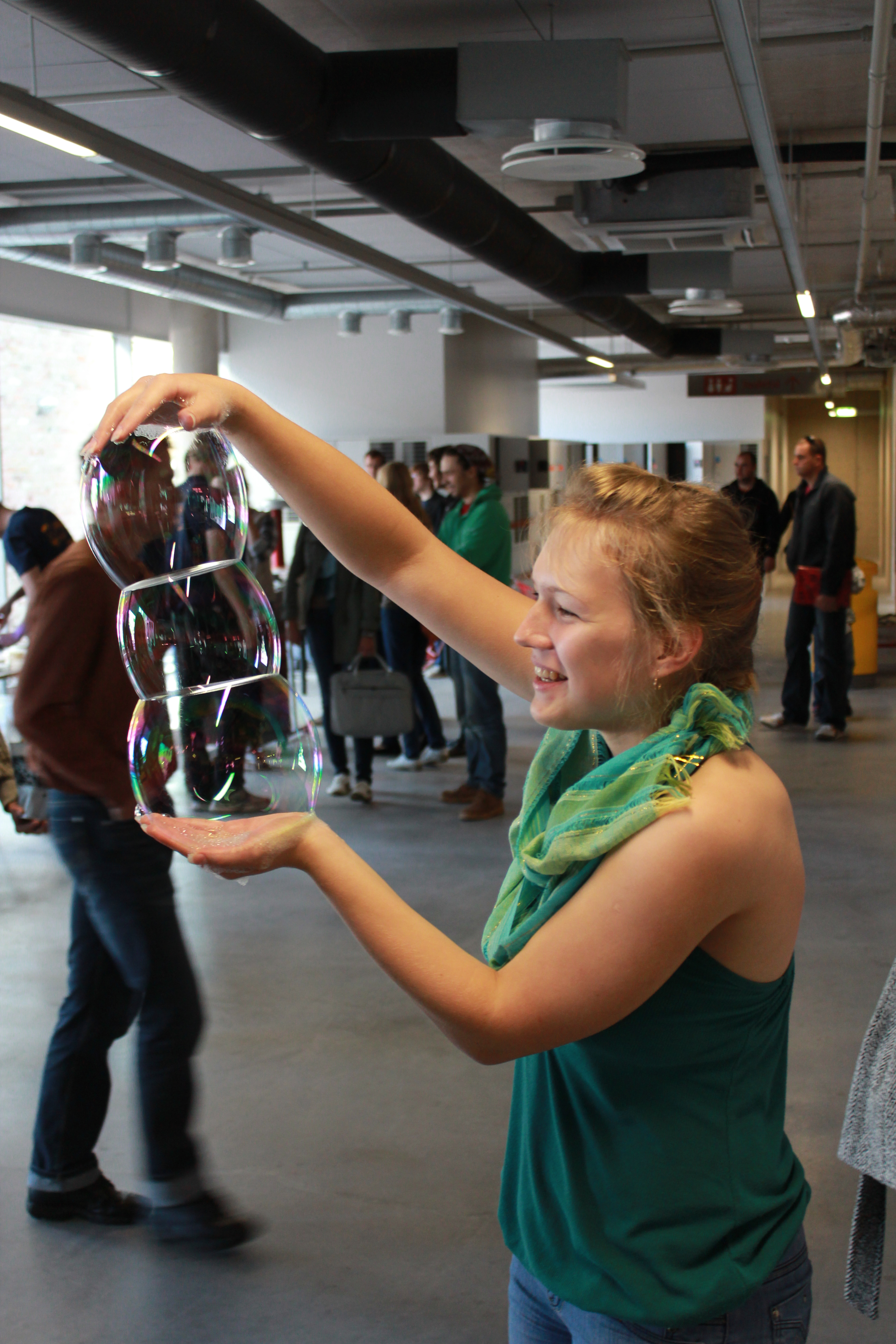
Besökare med bubbeltorn.

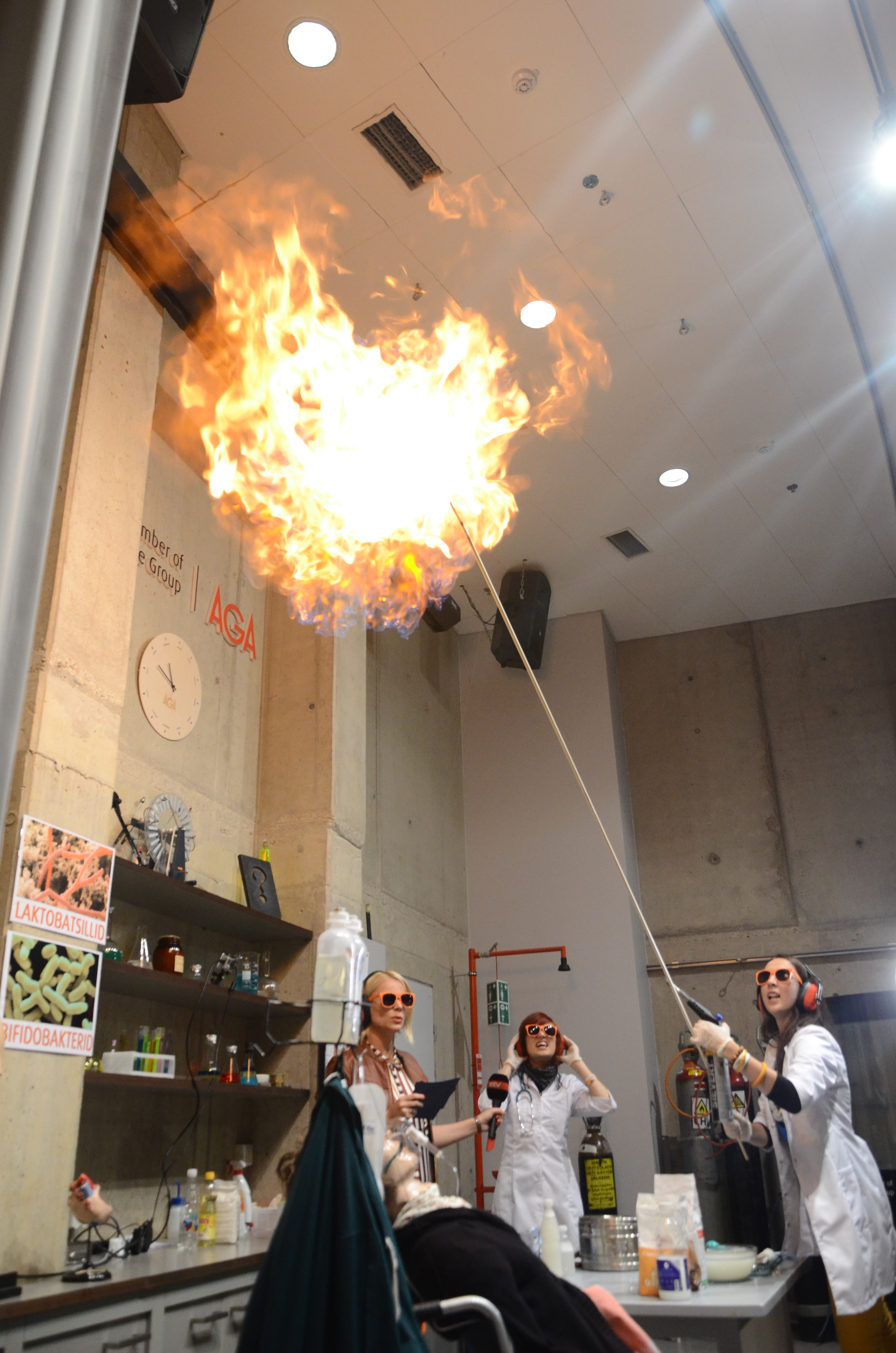
Flamexperiment med ballong fylld med metangas.

Vetenskapscentret AHHAA (estniska: Teaduskeskus AHHAA) är ett teknik- och vetenskapsmuseum i Tartu i Estland. Det har som huvudsakligt syfte att främja naturvetenskap och teknologi.
AHHAA startade som ett projekt inom Tartu universitet 1997. År 2004 bildades en stiftelse av Tartu stad och universitetet. År 2008 öppnades AHHAA 4D-biograf i köpcentret Lõunakeskus i Tartu. År 2009 öppnades en filial vid Frihetstorget i Tallinn, men denna stängdes 2013.
Vetenskapscentret AHHAA återöppnades 2011 i Tartus centrum i en drygt 11.000 m² stor byggnad, som ritats av Vilen Künnapu och Ain Padrik. Det innehåller bland annat ett planetarium. Planetariet är nio meter i diameter och har 30 platser.
Vetenskapscentrets 4D-biograf ligger i köpcentret Lõunakeskus i södra Tartu. 